# Matthes-Enderlein-Gymnasium Zwönitz
Das Matthes-Enderlein-Gymnasium ist ein Gymnasium in der Bergstadt Zwönitz im sächsischen Erzgebirgskreis.

## Schulbetrieb
Das Matthes-Enderlein-Gymnasium ist ein Gymnasium für die fünfte bis zwölfte Jahrgangsstufe und wird getragen vom Landratsamt des Erzgebirgskreises. Die Schule bietet spezielle Arbeitsgemeinschaften, Ganztagsangebote, Berufs- und Studienorientierung, einen Schulchor sowie eine Kooperation mit der TU Chemnitz. In Zusammenarbeit mit der Johanniter Unfallhilfe wird ein Kurs zur Ausbildung zum Ersthelfer bzw. Schulsanitäter angeboten. Auch steht den Schülern eine Mensa zur Verfügung. Unterstützt wird der Schulbetrieb durch einen Förderverein.
Im Schuljahr 2019/20 besuchten rund 660 Schülerinnen und Schüler die Schule und wurden dabei von 52 Lehrkräften unterrichtet. Ein Abitur nach der zwölften Jahrgangsstufe ist möglich.
Das Gymnasium unterhält Schulpartnerschaften in der tschechischen Stadt Kopřivnice und in der chinesischen Stadt Jiaxing.

## Geschichte
Seit  1975 gab es am Schulstandort die Polytechnische Oberschule (POS) „Friedrich Engels“.
Das Gymnasium existiert seit 1992. Ein Anbau mit modernen Klassenzimmern und Kunsterziehungsräumen wurde 1994/95 errichtet. Im Jahr 1997 erhielt die Schule den Namen „Matthes-Enderlein-Gymnasium“ nach dem 1493 in Zwönitz geborenen Gelehrten und Bergmeister Matthes Enderlein vom Burgstadl. 2002–2004 fusionierte die Schule mit dem Drei-Tannen-Gymnasium Thalheim. 2002/03 erfolgte die Komplexmodernisierung des Hauptgebäudes und 2008 die Modernisierung der Bereiche Naturwissenschaften und Informatik. Seit 2008/09 macht die Schule offene Ganztagsangebote.

## Projekte und Auszeichnungen
- 2007: Kooperation mit der TU Chemnitz. Die Schüler des Gymnasiums können durch die Kooperationsvereinbarung an Lehrveranstaltungen der Chemnitzer Universität teilnehmen und die Laboreinrichtung nutzen. Außerdem unterstützt die Universität Praktika-, Projekt- und Laborarbeiten sowie die Anfertigung von Besonderen Lernleistungen (BeLL), die teilweise bei einem späteren Studium anerkannt werden.[6]
- 2010: 4. Platz beim History-Award 2010, einem Geschichtspreis von The History Channel, Focus-Schule Online und P.M. History.[7]
- 2013: Gewinner bei Jugend Forscht.[8]
- 2018: In einem Projekt hatten Schüler Funkkontakt mit der Weltraumstation ISS und sprachen dabei über ARISS mit dem Astronauten Alexander Gerst[9][10][11]
- 2019: In einem Projekt zu moderner Ernährung testeten die Schüler Maden und Würmer.[12]